# Walter M. Miller, Jr.
Walter M. Miller, Jr. (n. 23 ianuarie 1923, New Smyrna Beach⁠(d), Florida, SUA – d. 9 ianuarie 1996, Daytona Beach, Florida, SUA) a fost un scriitor american de literatură științifico-fantastică. Principala sa operă este romanul O cântare pentru Leibowitz, care a câștigat premiul Hugo în 1961.

## Viața
Experiența traumatică de a fi bombardat ca pilot american mănăstirea benedictină Monte Cassino în anul 1944 l-a însoțit pe tot parcursul vieții. Teme legate de acest episod sunt reluate în toate scrierile sale. După război a devenit romano-catolic.

## Scrieri

### SeriaSaint Leibowitz
Seria include două romane ale lui Miller, publicat la o distanță de aproape 40 de ani între ele.
- O cântare pentru Leibowitz (A Canticle for Leibowitz; J. B. Lippincott, 1959)
  - Fiat Homo, versiune revizuită a "A Canticle for Leibowitz", 1955
  - Fiat Lux, versiune revizuită a "And the Light Is Risen", 1956
  - Fiat Voluntas Tua, versiune revizuită a  "The Last Canticle", 1957
- Saint Leibowitz and the Wild Horse Woman (1997) – "Terry Bisson a terminat manuscrisul aproape complet și, se pare, foarte lustruit, care a fost lăsat de Miller."[11]

### Colecții
- Conditionally Human (1962), 3 povestiri
- The View from the Stars (1965), 9 povestiri
- The Science Fiction Stories of Walter M. Miller Jr. (1977) – culegere omnibus care conține Conditionally Human și The View from the Stars
- The Best of Walter M. Miller Jr. (1980) –  culegere omnibus care conține Conditionally Human și The View from the Stars plus două povestiri adăugate, The Lineman și Vengeance for Nikolai
- Conditionally Human and Other Stories (1982) – 6 povestiri din culegerea din 1980
- The Darfstellar and Other Stories (1982) – 8 povestiri redenumite din culegerea din 1980

### Ficțiune scurtă
- "MacDoughal's Wife" (în revista American Mercury din martie 1950; nu este science fiction)
- "Month of Mary" (în revista Extension Magazine din mai 1950; nu este science fiction)
- "Dark Benediction" (1951)
- "Izzard and the Membrane" (1951)
- "The Little Creeps" (1951)
- "Secret of the Death Dome" (1951)
- "The Song of Vorhu" (1951)
- "The Soul-Empty Ones" (1951)
- "The Space Witch" (1951)
- "The Big Hunger" (1952)
- "Big Joe and the Nth Generation" (1952, cunoscută și ca "It Takes a Thief")
- "Bitter Victory" (1952)
- "Blood Bank" (1952)
- "Cold Awakening" (1952)
- "Command Performance" (1952, cunoscută și ca "Anybody Else Like Me?")
- "Conditionally Human" (1952)
- "Dumb Waiter" (1952)
- "Gravesong" (1952)
- "Let My People Go" (1952)
- "No Moon for Me" (1952)
- "A Family Matter" (1952)
- "The Reluctant Traitor" (Amazing Stories, ianuarie 1952)[12]
- "Please Me Plus Three" (în Other Worlds Science Stories, August 1952)
- "Six and Ten Are Johnny" (1952)
- "Crucifixus Etiam" (1953, cunoscută și ca "The Sower Does Not Reap")
- "I, Dreamer" (1953)
- "The Yokel" (1953)
- "Wolf Pack" (1953)
- "Check and Checkmate" (1953)
- "Death of a Spaceman" (1954, cunoscută și ca "Memento Homo")
- "I Made You" (1954)
- "The Ties that Bind" (1954)
- "The Will" (1954)
- "Way of a Rebel" (1954)
- "A Canticle for Leibowitz" (The Magazine of Fantasy & Science Fiction, aprilie 1955; republicată ca "The First Canticle"; revizuită ca A Canticle for Leibowitz[11])
- "The Darfsteller" (1955)
- "The Hoofer" (1955)
- "The Triflin' Man" (1955, cunoscută și ca "You Triflin' Skunk!")
- "And the Light is Risen" (The Magazine of Fantasy & Science Fiction, august 1956; revizuită în A Canticle for Leibowitz[11])
- "The Last Canticle" (The Magazine of Fantasy & Science Fiction, februarie 1957;  revizuită în A Canticle for Leibowitz[11])
- "The Lineman" (1957)
- "Vengeance for Nikolai" (1957, cunoscută și ca "The Song of Marya")

### Antologii
- Beyond Armageddon: Twenty-One Sermons to the Dead, editori Martin H. Greenberg și Miller (Donald I. Fine, 1985)[13]